# Mads Greve
Mads Juul Greve (Middelfart, 12 settembre 1989) è un calciatore danese, difensore del Middelfart.

## Carriera
Il 1º luglio 2017 viene acquistato a titolo definitivo dalla squadra danese del Vejle.

## Palmarès

### Club

#### Competizioni nazionali
- 1. Division: 2

Vejle: 2017-2018, 2019-2020